# Литвиненко Олександр Миколайович
Олександр Миколайович Литвиненко (нар. 4 лютого 1990) — український легкоатлет-паралімпієць, майстер спорту міжнародного класу України з легкої атлетики. Член збірної команди України з легкої атлетики серед спортсменів з ураженнями опорно-рухового апарату. Багаторазовий чемпіон України зі стрибків у довжину та бігу на 100 та 200 метрів. Чемпіон Європи з легкої атлетики 2018 (Берлін) у стрибках у довжину. Бронзовий призер світу 2019 року у стрибках у дожину.

## Спортивна кар'єра

### Чемпіонат світу 2019
На Чемпіонат світу з легкої атлетики, що відбувався 2019 року з 7 по 15 листопада у Дубаї (Об'єднані Арабські Емірати) змагався у двох дисциплінах: біг на 100 та стрибки у довжину.
10 листопада відбудились змагання з бігу на 100 метрів у категорії T36. Литвиненко біг у другому півфіналі та завершив з реузьтатом 12.56 с, що стало його особистим рекордом, але не дозволило пройти далі. Змагання зі стрибків у довжуну у категорії T36 проходили 14 листопада. Олександр в останній 6-й спробі стрибнув з особистим рекондом на 5,55 метрів та виборов третє місце.